# Hohenlauft
Hohenlauft ist ein Ortsteil der Stadt Roßwein im Landkreis Mittelsachsen im Freistaat Sachsen. Er gehörte ab 1875 zu Etzdorf, wurde aber am 1. Juli 1950 nach Niederstriegis umgegliedert, mit dem er am 1. Juli 2013 zur Stadt Roßwein kam. Mit anderen Ortsteilen bildet Hohenlauft heute die Ortschaft Niederstriegis. Der Ort trägt den Gemeindeteilschlüssel 150.

## Geographie

### Geografische Lage und Verkehr
Hohenlauft liegt westlich von der Altstadt Roßweins an der Einmündung der Striegis in die Freiberger Mulde, deren Täler den Ort im Westen und Norden umgeben. Auf dem nordöstlich des Orts im Tal der Freiberger Mulde verlaufenden Abschnitt Döbeln–Meißen der Bahnstrecke Borsdorf–Coswig findet seit 2015 kein planmäßiger Zugverkehr mehr statt. Die Bundesstraße 169 ist in westlicher Richtung über den Nachbarort Littdorf zu erreichen.

### Nachbarorte
| Parzelle Grunau | Niederstriegis                              | Ullrichsberg mit Troischau |
| Littdorf        | Kompassrose, die auf Nachbargemeinden zeigt | Roßwein                    |
|                 | Grunau                                      |                            |

## Geschichte
Hohenlauft ist ein ehemaliger Herrensitz und wurde urkundlich 1293 mit einem Eintrag Pezoldus dictus Holeufer erstmals erwähnt. Der Name ist mittelhochdeutschen Ursprungs und bedeutet Siedlung zum oder am hohen (Wasser-)Lauf. Im 14. Jahrhundert ist der Ort urkundlich als Holoufer, das gut zum Hollauf und zumb Hohloufte belegt, mit Hohnlaufft im Jahr 1552 hatte der Ortsname bereits starke Ähnlichkeit mit der heutigen Form. Das Einzelgut mit Häuslerabbau gehörte bis zur Reformation 1540 zur Grundherrschaft des Klosters Altzella. Mit der durch die Reformation bedingten Säkularisation des Klosters Altzella gehörte Hohenlauft seitdem bis 1856 zur Grundherrschaft des Ritterguts Gersdorf im kursächsischen bzw. königlich-sächsischen Amt Nossen. Ab 1856 gehörte Hohenlauft zum Gerichtsamt Roßwein und ab 1875 zur Amtshauptmannschaft Döbeln, welche 1939 in Landkreis Döbeln umbenannt wurde. Vor 1875 wurde Hohenlauft nach Etzdorf eingemeindet.  Am 1. Juli 1950 erfolgte die Umgliederung nach Niederstriegis.
Mit der zweiten Kreisreform in der DDR 1952 wurde Hohenlauft als Ortsteil der Gemeinde Niederstriegis dem neu gegründeten Kreis Döbeln im Bezirk Leipzig angegliedert, welcher ab 1990 als sächsischer Landkreis Döbeln fortgeführt wurde und 2008 im Landkreis Mittelsachsen aufging. Mit der Eingemeindung von Niederstriegis kam Hohenlauft am 1. Januar 2013 zur Stadt Roßwein. Seitdem gehört er zur Ortschaft Niederstriegis.
Hohenlauft war der kleinste Ortsteil von Niederstriegis und gliederte sich aus dem alten Vorwerk, der alten Feldscheune Hohenlauft, zwei Neubauten und einigen Häusern, die kreisförmig um das alte Vorwerk angelegt sind. In einem der Häuser befand sich der Gasthof „Nonnenberg“. Er wurde jedoch schon vor Jahren geschlossen. Der Name könnte vom Flurnamen „Nonnenholz“ her kommen. Heute wohnen in Hohenlauft zwei Bauernfamilien, die sich für die Instandhaltung des alten Vorwerks und für die Bewirtschaftung der Ländereien rund um den Hohenlauft einsetzen.

## Wirtschaft
In Hohenlauft befindet sich die Kreisabfallanlage Hohenlauft.